# François Mazure
Pour les articles homonymes, voir Mazure.
François Antoine Napoléon  Mazure est un homme politique français né le 6 août 1802 à Niort (Deux-Sèvres) et mort le 18 avril 1889 au logis des Francs à Cherveux (Deux-Sèvres).

## Biographie
Admis à l'école polytechnique en 1822, il rejoint ensuite l'école du Génie de Metz et entre dans l'artillerie.
Il participe entre autres au siège de Sébastopol et termine sa carrière comme général de brigade, inspecteur général de l'artillerie. 
Il est député des Deux-Sèvres de 1871 à 1876, siégeant à droite (parti royaliste).
Sa tombe est conservée dans le vieux cimetière communal de Cherveux.

## Sources
- « François Mazure », dans Adolphe Robert et Gaston Cougny, Dictionnaire des parlementaires français, Edgar Bourloton, 1889-1891 [détail de l’édition]